# Громова, Ариадна Григорьевна
Ариа́дна Григо́рьевна Гро́мова (урождённая Давиденко) (2 (15) декабря 1916 — 13 ноября 1981) — русская советская писательница-фантаст, публицист, литературный критик, киновед и переводчик. Кандидат филологических наук. Член СП СССР.

## Биография

### Ранняя биография
Родилась в Москве в учительской семье. В связи с революцией 1917 года и сложной экономической ситуацией семья Ариадны переехала в Киев, где прошли её детство и юность.
Уже в детстве Ариадна была очень близорука, но успешно окончила школу и в 1934 году поступила на филологический факультет Киевского университета. Окончила его в 1938 году. Будучи студенткой, во второй половине 1930-х годов вела детский литературный кружок, который посещали Павел Винтман, Наум Коржавин, Лазарь Шерешевский и др.
Ко времени окончания университета в 1938 году уже работала литературным консультантом и корреспондентом в киевских газетах. После окончания учёбы в университете с августа 1938 года по сентябрь 1941 года — литературный консультант и редактор в киевской газете «Юный пионер». Активно работала в области литературной критики и литературоведения.

### Период Великой Отечественной войны и оккупации
В предвоенное время Ариадна встретила свою первую любовь. Вероятно, вышла замуж, имя первого мужа — предположительно Борис Громов. После начала войны, в сентябре 1941 года Бориса вместе с тысячами других киевлян расстреляли немецкие оккупанты в Бабьем Яру.
В 1942—1943 годы Ариадна участвовала в киевском подполье, по заданию которого пришла работать в аппарат киевского бургомистра корректором делопроизводства и передавала подполью информацию о многих планах как немецкого командования, так и коллаборационистов. В 1943 году в гестапо поступил донос о её работе на подполье, после чего Ариадну арестовали. Два раза она пыталась бежать, и в первый, и во второй раз была схвачена, но в третий раз совершила побег успешно: при этапировании по дороге в Германию Ариадна вместе с несколькими другими заключёнными бежала из эшелона на территории Польши. Принимала участие в польском Сопротивлении (после войны Ариадне вручили орден Польской Народной Республики), вернулась в Киев и до освобождения города пряталась у местных подпольщиков.
Этим событиям Громова впоследствии посвятила свой первый роман «Линия фронта — на востоке».

### Послевоенный период
После конца Великой Отечественной войны Ариадна Громова окончила аспирантуру, защитив кандидатскую диссертацию по теме «Эстетика Брюсова». В 1946—1949 годы работала старшей сотрудницей Института литературы АН УССР имени Т. Г. Шевченко, но жить в Киеве, где всё напоминало ей об ужасах оккупации, Ариадне оказалось слишком тяжело. Примерно в этот период времени Громова второй раз вышла замуж, имя второго мужа — Евгений Громов (однофамилец первого мужа).
В 1949 году Громова переехала с ним в Челябинск и стала преподавать в Челябинском государственном педагогическом институте. Из-за дефекта речи преподавательницы студенты на её лекциях, по воспоминаниям знакомых, «…шумели, пересаживались, разве что не перекрикивались».

### Переезд в Москву. Первый роман «Линия фронта — на востоке»
В 1954 году Громова переехала в Москву, где сначала работала сотрудником «Литературной газеты», а в 1955—1957 годах — редактором, заведующим отелом критики и библиографии журнала «Дружба народов». Состояла в Литературном объединении писателей-фантастов. С 1962 года была председателем бюро секции фантастики, с 1964 — членом Совета по научно-фантастической и приключенческой литературе СП РСФСР, с 1963 — членом комиссии правления СП РСФСР по приёму в СП СССР.
В 1958 году в московском издательстве «Советский писатель» опубликована первая часть романа Громовой «Линия фронта — на востоке», во многом автобиографического. Вторую часть отказались публиковать, поскольку в ней говорилось о роли местного населения в уничтожении евреев. Ариадне Громовой сообщили, что вторая часть будет издана, если автор удалит из неё всё, касающееся роли местного населения в массовых убийствах евреев, на что Громова не пошла. Даже впоследствии, после наступления «гласности», вторая часть книги так и не была издана.

## Ариадна Громова как писатель-фантаст
Фантастику Ариадна Громова писала с конца 1950-х годов. Фантастические произведения Громовой немногочисленны, однако представляют собой яркую страницу советской фантастики того времени.
Первое большое научно-фантастическое произведение — роман «По следам неведомого», написанный в соавторстве с В. Комаровым, — достаточно традиционно как по манере написания, так и по сюжету и, по мнению критики, малоудачно. В дальнейшем не переиздавалось. Сюжет произведения строится вокруг находки обломков марсианского космического корабля.
Второй роман писательницы, «Поединок с собой» (1962; 1963), создан под явным влиянием истории о докторе Франкенштейне и описывает эксперименты по моделированию деятельности головного мозга, которые приводят к созданию искусственных мыслящих «антропоидов», в конце концов восставших против своего создателя и погибших вместе с ним.
Затем Громова обратила на себя внимание повестью «Глеги» (1962), одной из первых в русской фантастике обратившись к теме вмешательства в ход развития иной цивилизации. Земные космонавты открыли планету, на которой вымерло всё живое, а затем сталкиваются с загадочной болезнью, несущей смерть от «глеги» («глеги» оказываются вирусами неизвестной смертельной болезни).
В повести «В круге света» (1965) интересы писательницы сдвигаются от «твёрдой научной фантастики» в сторону «гуманитарной». Эта повесть относится к жанру психологической фантастики. Главный герой, обладающий телепатическими способностями парижанин Клод Лефевр, бывший узник концлагеря Второй мировой войны, жаждет не допустить третьей мировой. Он решил, используя свои способности, охватить всепоглощающей любовью близких родственников и друзей, но оказывается, что эта помощь никому не нужна, что каждому хочется жить своей собственной жизнью, без участия чужой воли и чужого контроля.
В 1966 году Громова участвовала в написании коллективной фантастической повести-буриме «Летящие сквозь мгновенье».
Ещё одна повесть Громовой «Мы одной крови — ты и я!» (1967) тоже написана на тему телепатии и контакта, но не с инопланетянами, а с земными животными. Молодой учёный Игорь Павловский, занимаясь гипнозом, стал испытывать его на собственном коте по кличке Барс. Последствия опыта ставят Павловского перед глобальной проблемой: этика опытов над животными, обращение с братьями нашими меньшими.
Позже в соавторстве с Р. Э. Нудельманом Громова написала роман «В Институте Времени идет расследование» (1969) и повесть «Вселенная за углом» (1971). Сюжет романа построен на расследовании, как и почему погиб сотрудник Института Времени; в результате выясняется, что причина этого — новаторские эксперименты с перемещениями во времени: тупики-парадоксы однолинейного времени. В повести «Вселенная за углом» описывается, как многоквартирный дом на окраине города однажды утром перенёсся в другую вселенную; при этом для жителей города дом оказывается заключённым в полупрозрачный купол, но с сохранившейся телефонной связью.
В конце 1960-х Ариадна Громова работала над романом «Странствия сквозь сердца», где затрагивается вопрос, что такое человечество, что оно может делать, что должно делать и чего не должно. События в романе происходят в начале XIII века — в Лангедоке во время крестового похода против альбигойцев, в начале XVI века — в Германии во время крестьянской войны, во время Второй мировой войны в Польше и в XXIII веке. Роман не был закончен.
Громова занималась переводами с украинского, английского и польского языков (в том числе произведений Станислава Лема), была составителем различных сборников и антологий, участвовала в выпуске 25-томной «Библиотеки современной фантастики». Значительное место в её деятельности занимали работы по теории и истории научной фантастики, в 1960—1970-е годы Громова была одним из наиболее известных критиков и теоретиков фантастики, участвовала в популяризации новой научной фантастики, нацеленной на исследование человека, а не на пропаганду научных достижений. Ряд литературоведческих работ Громовой посвящён утопии и антиутопии, творчеству С. Лема, А. и Б. Стругацких.
Квартира Ариадны Громовой являлась своеобразным салоном, где собирались писатели, художники, музыканты. В писательском кругу, сформировавшемся вокруг издательства «Молодая гвардия», Громова была лидером. «Главная фигура на этих сборищах — Ариадна Громова. Она была по натуре Главной Женщиной. Ариадна приходила и садилась в кресло, а за креслом стояли ее молодые оруженосцы — Шура Мирер и Рафа Нудельман», — вспоминал впоследствии Кир Булычёв.
После продолжительной и тяжёлой болезни Ариадна Григорьевна Громова скончалась и похоронена в Москве.

## Архив
Архив А. Г. Громовой (ЦМАМЛС, ф. 194, 550 ед. хр., 1911—1981 гг., 1 оп.)